# Форт-Брагг (Калифорния)
Форт-Брагг (англ. Fort Bragg) — город, расположенный на берегу Тихого океана в округе Мендосино в Калифорнии (США). Основан как военный форт 11 июня 1857 года незадолго до Гражданской войны в США. Горацио Гибсон, основатель форта, назвал его в честь своего прежнего командира, Брэкстона Брэгга.
В последующем город стал популярным туристическим курортом на побережье. Близ города расположен национальный парк МакКеррихер, одной из достопримечательностей которого является стеклянный пляж.
По данным переписи 2000 года население города составляло 7026 человек.

## География
Форт-Брагг расположен по следующим географическим координатам 39°26′45″ с. ш. 123°48′19″ з. д., средняя высота над уровнем моря составляет 26 м.
По данным Бюро переписи населения США, общая площадь города составляет 7,3 кв. км, из которых 7,0 км² — суша и 0,10 км² (1,44 %) — вода.